# Publius Servilius Casca
Pour les articles homonymes, voir Casca (homonymie).
Publius Servilius Casca Longus (né en 84 av. J.-C. et mort vers 42 av. J.-C.) est l'un des assassins de Jules César. Avec plusieurs autres sénateurs, il conspire pour tuer le dictateur, ce qui sera réalisé le 15 mars 44 av. J.-C..
Par la suite, Servilius Casca se bat avec les « Libérateurs » pendant la guerre civile des Libérateurs. Il se serait suicidé après sa défaite à la bataille de Philippes en 42 av.  J.-C..